# 岡本祥佳
岡本 祥佳（おかもと よしか、1991年12月30日 - ）は、日本の元女子バレーボール選手である。

## 来歴
愛知県三好町（現みよし市）出身。小学時代はバスケットボールに打ち込んだが、進学した三好町立南中学校にバスケット部がなく、中学1年よりバレーボールを始める。豊橋中央高等学校在学中には、平成21年インターハイ（ベスト16）や第40回春高バレー（ベスト8）などで活躍し、東海大学バレーボールリーグ1部の至学館大学に進学した。
2013年12月6日、上尾メディックスは岡本ら4選手の入団内定を発表した。
2013/14V・チャレンジマッチの対JTマーヴェラス戦に、元来はミドルブロッカーだがオポジットとして途中出場。初戦はアタック2得点をあげた。第2戦でも途中出場ながらアタック4得点、ブロック2得点をあげ、チーム悲願のプレミア昇格に貢献した。
2014年11月23日の対東レ戦に出場し、プレミアデビューを果たした。2016年5月、上尾を退団。

## エピソード
剣道が得意で初段の免状を持っている。

## 所属クラブ
- 三好町立南中学校
- 豊橋中央高等学校
- 至学館大学 （2010-2014年）
- 上尾メディックス （2014-2016年）

## 受賞歴
- 2013年 - 第136回東海大学男女バレーボールリーグ戦秋季大会 ブロック賞

## 個人成績
Vプレミアリーグレギュラーラウンドにおける個人成績は下記の通り。
| シーズン | 所属 | 出場 | 出場   | アタック | アタック | アタック | アタック | ブロック | ブロック | サーブ | サーブ | サーブ | サーブ | レセプション | レセプション | 総得点 | 備考 |
| -------- | ---- | ---- | ------ | -------- | -------- | -------- | -------- | -------- | -------- | ------ | ------ | ------ | ------ | ------------ | ------------ | ------ | ---- |
| シーズン | 所属 | 試合 | セット | 打数     | 得点     | 決定率   | 効果率   | 決定     | /set     | 打数   | エース | 得点率 | 効果率 | 受数         | 成功率       | 総得点 | 備考 |
| 2014/15  | 上尾 | 9    | 10     | 4        | 0        | 0.0%     | %        | 0        | 0.00     | 1      | 0      | 0.00%  | 0.0%   | 0            | 0.0%         |        |      |
| 2015/16  | 上尾 | 0    | 0      | 0        | 0        | 0.0%     | %        | 0        | 0.00     | 0      | 0      | 0.00%  | 0.0%   | 0            | 0.0%         | 0      |      |

## 参考サイト
- 日本バレーボールリーグ機構の旧サイトにおけるプロフィール - ウェイバックマシン（2017年7月24日アーカイブ分）
- 上尾メディックス - 公式プロフィール